# Diana Trujillo
Diana Trujillo Pomerantz (sinh 1980) là một kỹ sư hàng không vũ trụ người Mỹ gốc Colombia đang làm việc tại Phòng Thí nghiệm Sức đẩy Phản lực (JPL) của NASA. Bà hiện đang quản lý nhóm kỹ sư tại JPL chịu trách nhiệm về hoạt động cánh tay robot của Perseverance rover.  Vào ngày 18 tháng 2 năm 2021, Trujillo đã tổ chức buổi truyền tin đầu tiên của NASA bằng tiếng Tây Ban Nha về cuộc hạ cánh của Perseverance lên sao Hỏa.

## Cuộc đời
Lady Diana Trujillo Pomerantz sinh ngày 4 tháng 1 năm 1983 tại Cali, Colombia. Mẹ của Lady Diana Trujillo Pomerantz là một sinh viên y khoa. Khi bà mang thai Trujillo, bà đã phải bỏ dở việc học để chăm sóc con gái. Trujillo theo học "Colegio Internacional Cañaverales", một trường song ngữ được Tổ chức Tú tài Quốc tế (IBO) công nhận.
Trujillo Pomerantz quyết tâm vượt qua những khó khăn kinh tế mà gia đình luôn phải đối mặt ở Colombia, nên năm 17 tuổi bà chuyển đến Hoa Kỳ với chỉ 300 đô la trong túi. Để cải thiện kỹ năng ngôn ngữ của mình, bà bắt đầu các buổi học tiếng Anh tại trường Cao đẳng Miami Dade trong khi vẫn làm các công việc khác để kiếm tiền sinh sống.
Trujillo đăng ký ban đầu theo học tại Đại học Florida để theo đuổi ngành Kỹ thuật Hàng không Vũ trụ, việc học này của bà lấy cảm hứng từ bài báo trên một tạp chí về vai trò của phụ nữ khi họ làm việc trong các lĩnh vực hàng không vũ trụ và đồng thời bà cũng tự tin vào kỹ năng Toán học vững vàng của mình. Trong khi học tại trường đại học, bà quyết định nộp đơn vào Học viện NASA và trở thành phụ nữ nhập cư gốc các nước văn hóa Tây Ban Nha (Hispanic) đầu tiên được nhận vào chương trình. Trong thời gian làm việc tại Học viện NASA, bà đã gặp gỡ chuyên gia rô bốt của NASA là Brian Roberts, người đã thuyết phục bà chuyển đến Maryland với mục đích tăng cơ hội làm việc trong ngành Hàng không vũ trụ. Trujillo theo học tại Đại học Maryland, tại đây bà là thành viên trong nhóm nghiên cứu của Giáo sư Roberts chuyên nghiên cứu về robot trong các hoạt động ngoài không gian. Năm 2007, bà lấy bằng Cử nhân Kỹ thuật Hàng không Vũ trụ tại Đại học Maryland. Câu chuyện của bà đã được chuyển thành một cuốn sách khoa học dành cho trẻ em với tựa đề "Mars Science Lab – Engineer" của Kari Cornell và Fatima Khan Bà là thành viên của Sigma Gamma Tau (ΣΓΤ), một tổ chức danh dự của Hoa Kỳ trong ngành Kỹ thuật Hàng không Vũ trụ.

## Hoạt động tại NASA
Lady Diana Trujillo Pomerantz gia nhập NASA vào năm 2007 và làm việc tại Trung tâm Chuyến bay Không gian Goddard thuộc chương trình Chòm sao và Phòng thí nghiệm sức đẩy phản lực trong các sứ mệnh không gian của con người và robot. Bà đã đảm nhiệm nhiều vai trò, bao gồm trưởng nhóm Hệ thống hoạt động lấy mẫu bề mặt và Kỹ sư trưởng Hệ thống công cụ Loại bỏ bụi. Bà chịu trách nhiệm đảm bảo việc lấy mẫu và hoàn thành các mục tiêu khoa học đồng thời đảm bảo an toàn cho sự vận hành của hệ thống. Công cụ Loại bỏ bụi đã mất sáu tháng để phát triển và hoạt động phủi bụi trên bề mặt Sao Hỏa nhằm cho phép các nhà khoa học khảo sát bề mặt bên dưới. Hệ thống do bà nghiên cứu đã được sử dụng vào ngày thứ 151 của Curiosity trên sao Hỏa. Năm 2009, bà được bổ nhiệm làm kỹ sư hệ thống viễn thông cho Curiosity Rover. Trujillo chịu trách nhiệm liên lạc giữa tàu vũ trụ và các nhà khoa học trên trái đất. Bà cũng là Kỹ sư trưởng Hệ thống mặt đất chuyến bay và Hệ thống phương tiện thử nghiệm trên bề mặt Sao Hỏa. Năm 2014, bà được xếp vào danh sách 20 người ở Châu Mỹ Latinh có ảnh hưởng nhất trong ngành Công nghệ.
Vào tháng 2 năm 2021, Trujillo đã tổ chức chương trình trực tiếp việc hạ cánh hạ cánh của Perseverance lên sao Hỏa bằng Tiếng Tây Ban Nha đầu tiên của NASA.
Lady Diana Trujillo Pomerantz đã tham gia vào một số chương trình nhằm truyền cảm hứng cho phụ nữ trẻ từ Châu Mỹ Latinh và phụ nữ Mỹ gốc Phi theo đuổi sự nghiệp khoa học và kỹ thuật. Bà đã từng là cố vấn cho Học bổng Brooke Owens mà bà đã tạo ra cùng với chồng mình là Will Pomerantz.

## Gia đình
Diana Trujillo kết hôn với Will Pomerantz vào năm 2009, ông bà có 2 người con.